# Alaïa Bay
Alaïa Bay est un bassin artificiel de surf situé à Sion, dans le canton du Valais, dans les Alpes suisses.

## Description
Alaïa Bay est situé au domaine des Îles à Sion, dans le canton du Valais.
Il est ouvert officiellement au public le 1er mai 2021.
Il s'agit du deuxième bassin artificiel de surf en Suisse après celui situé dans le centre commercial Mall of Switzerland à Ebikon, dans le canton de Lucerne.

## Économie
Adam Bonvin, un entrepreneur local, investit plus de 20 millions de francs suisse pour la construction du complexe de 8 000 m2.

## Sport
Le complexe sert aussi de centre d'entraînement et a accueilli un manche du championnat de Suisse de surf.

## Critiques
Lors de l'inauguration du complexe, le WWF Valais dénonce une « artificialisation des loisirs » ainsi qu'un projet qui « ne va pas du tout dans le sens d’une sobriété énergétique ». L'ONG Surfrider Europe dénonce également l'utilisation des ressources liée à un tel projet.
En juillet 2023, Le Nouvelliste révèle que les procédures n'ont pas été respectées lors de la phase de construction et que le permis de construire octroyé par la ville de Sion était illégal.